# Liste von Kraftwerken

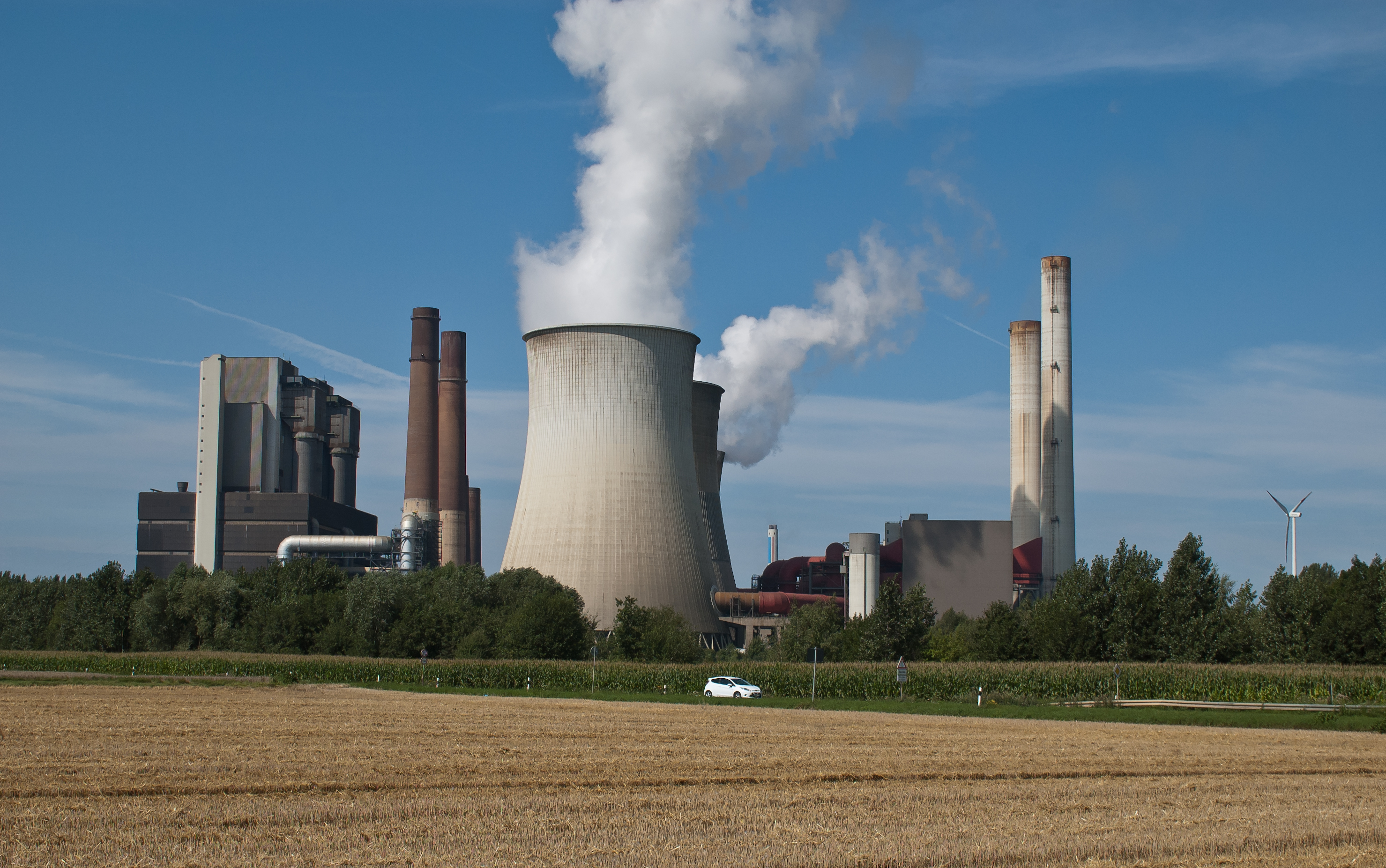
Braunkohlekraftwerk Weisweiler

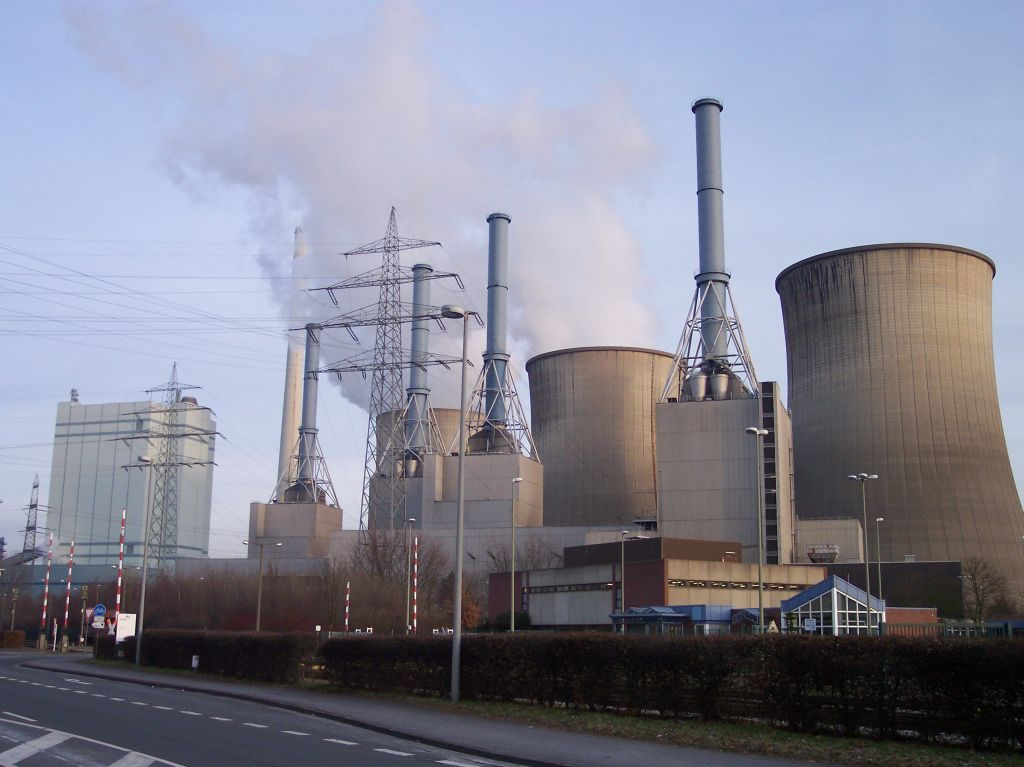
Gersteinwerk (Steinkohle und Erdgas)

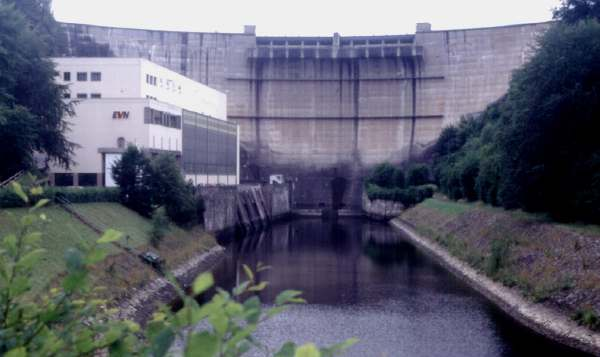
Staumauer des Stausees Ottenstein

Die Liste von Kraftwerken enthält eine Auswahl verschiedener Kraftwerke weltweit ohne ein besonderes Auswahlkriterium. Vereinzelt sind alle wichtigen Kraftwerke eines Landes angeführt (z. B. Nordmazedonien), überwiegend jedoch nur einige Beispiele (z. B. Frankreich, China, Vereinigte Staaten) bzw. fehlen komplett (z. B. Japan). Möglicherweise nützlichere Listen sind bei den Unterpunkten verlinkt oder finden sich im Abschnitt Siehe auch.

## Europa

### Deutschland
Siehe
- Liste von Kraftwerken in Deutschland
- Liste der Kernreaktoren in Deutschland
- Liste stillgelegter Kraftwerke in Deutschland
- Liste geplanter und im Bau befindlicher Gaskraftwerke in Deutschland

### Schweiz
- Liste von Kraftwerken in der Schweiz

Die Kraftwerke in der Schweiz finden sich in der Kategorie Kraftwerk in der Schweiz
| Name                           | Leistung in MW    | Standort (Fluss)      | Bemerkungen                                                      | Betreiber  |
| ------------------------------ | ----------------- | --------------------- | ---------------------------------------------------------------- | ---------- |
| Kraftwerk Amsteg II            | 120 (Planung 160) | Reuss                 | nur Bahnstrom                                                    | SBB        |
| Kraftwerk Châtelard-Barberine  | 107               | Lac d’Emosson         | nur Bahnstrom                                                    | SBB        |
| Etzelwerk                      | 140               | Sihlsee               | nur Bahnstrom                                                    | SBB        |
| Kraftwerk Göschenen            | 160               | Göscheneralpsee       | die Hälfte der Generatoren liefert Bahnstrom                     | CKW        |
| Kraftwerk Gösgen               | 51.3              | Aare                  | eine Maschinengruppe Bahnstrom                                   | Atel       |
| Kraftwerk Klosters             | 17                | Davosersee            | eine Maschinengruppe Bahnstrom                                   | Repower AG |
| Kraftwerk Küblis               | 45                | Landquart             | ursprünglich zwei Bahnstromgruppen, ab 2005 nur noch Drehstrom   | Repower AG |
| Kraftwerk Lungern              | 7.1               | Lungernsee            | eine Maschinengruppe Bahnstrom Einspeisung direkt in Oberleitung | EWO        |
| SBB-Kraftwerk Massaboden       | 7.2               | Rhone                 | Kraftwerk mit Bahnstromumformer                                  | SBB        |
| Wasserkraftwerk Mühleberg      | 45                | Mühleberg (Wohlensee) | eine Maschinengruppe Bahnstrom                                   | BKW        |
| Kraftwerk Ritom                | 33                | Ritomsee              | nur Bahnstrom                                                    | SBB        |
| Kraftwerk Rupperswil-Auenstein | 18                | Aare                  | eine Maschinengruppe Bahnstrom                                   | NOK, SBB   |
| Kraftwerk Vernayaz (SBB)       | 80                | Lac d’Emosson         | nur Bahnstrom                                                    | SBB        |
| Kraftwerk Wassen               | 28                | Reuss                 | eine Maschinengruppe Bahnstrom                                   | SBB        |

| Name                         | Leistung in MW | Standort (Fluss)             | Bemerkungen                                                                                              | Betreiber                                           |
| ---------------------------- | -------------- | ---------------------------- | --- | --------------------------------------------------- |
| Kraftwerk Aarberg            | 15.5           | Aare                         | | BKW Energie                                         |
| Kraftwerk Campocologno I     | 47             | Poschiavino                  | | Repower AG                                          |
| Kraftwerk Campocologno II    | 1.5            | Poschiavino                  | | Repower AG                                          |
| Kleinwasserkraftwerk Gletsch |                | Totesee                      | historisches Kraftwerk, 1950er Jahre stillgelegt                                                         | Hermann Seiler                                      |
| Kraftwerk Ruppoldingen       | 96             | Aare                         | | Atel                                                |
| Kraftwerk Flumentahl         | 21.7           | Aare                         | | Atel                                                |
| Aarekraftwerk Klingnau       | 37             | Aare                         | | Atel                                                |
| Kraftwerk Kallnach           | 8              | Aare                         | |                                                     |
| Pumpspeicherwerk Lagobiancho | 1000           | Druckstollen vom Berninapass | in Planung                                                                                               | Repower AG                                          |
| Kleinkraftwerk Ottenbach     |                | Reuss                        | historisches Laufwasserkraftwerk im Originalzustand von 1920, 1975 stillgelegt, in Betrieb für Führungen | Verein Historisches Kleinkraftwerk Ottenbach (VHKO) |
| Kraftwerk Brügg              |                | Aare                         | |                                                     |
| Kraftwerk Schlappin          | 7              | Druckleitung Stauwehr        | | Repower AG                                          |
| Kraftwerk Taschinas          | 11.5           | Druckstollen                 | | Repower AG                                          |
| Kraftwerk Thorenberg         | 0.75           | Kleine Emme                  | Betriebsaufnahme im Mai 1886: weltweit erstes Wasserkraftwerk mit Einspeisung in ein Verteilnetz         | Elektrizitätswerke Luzern-Engelberg AG              |
| Kraftwerk Wettingen          | 26.1           | Limmat                       | | ewz                                                 |

### Übriges Europa
Albanien ·
Andorra ·
Armenien ·
Aserbaidschan ·
Belgien ·
Bosnien-Herzegovina ·
Bulgarien ·
Dänemark ·
Deutschland ·
Estland ·
Finnland ·
Frankreich ·
Georgien ·
Griechenland ·
Irland ·
Island ·
Italien ·
Kroatien ·
Lettland ·
Liechtenstein ·
Litauen ·
Luxemburg ·
Malta ·
Moldau ·
Monaco ·
Montenegro ·
Niederlande ·
Nordmazedonien ·
Norwegen ·
Österreich ·
Polen ·
Portugal ·
Rumänien ·
Russland ·
San Marino ·
Schweden ·
Schweiz ·
Serbien ·
Slowakei ·
Slowenien ·
Spanien ·
Tschechien ·
Türkei ·
Ukraine ·
Ungarn ·
Vereinigtes Königreich ·
Belarus ·
Zypern

#### Solarthermische Kraftwerke
| Land        | Name                      | Leistung in MW         | Standort                | Bemerkungen                               | Betreiber         | Anlagenbau           |
| ----------- | ------------------------- | ---------------------- | ----------------------- | ----------------------------------------- | ----------------- | -------------------- |
| Deutschland | Solarturmkraftwerk Jülich | 9 (therm.)/1,5 (elek.) | Jülich (NRW)            | anteilig kommerziell/Demonstrationsanlage | Stadtwerke Jülich | Kraftanlagen München |
| Portugal    | Serpa                     | 11                     | südöstlich von Lissabon |                                           | Catavento         |                      |

#### Fossile Kraftwerke
| Land                    | Name                          | Leistung in MW               | Standort                              | Bemerkungen | Betreiber                              |
| ----------------------- | ----------------------------- | ---------------------------- | ------------------------------------- | --- | -------------------------------------- |
| Bosnien und Herzegowina | Kraftwerk Gacko               | 300 (1×300)                  | Gacko                                 | Braunkohlekraftwerk | Elektroprivreda Republike Srpske       |
| Bosnien und Herzegowina | Kraftwerk Kakanj              | 546                          | Kakanj                                | Braunkohlekraftwerk | Elektroprivreda Bosne i Hercegovine    |
| Bosnien und Herzegowina | Kraftwerk Tuzla               | 779                          | Tuzla                                 | Braunkohlekraftwerk | Elektroprivreda Bosne i Hercegovine    |
| Bosnien und Herzegowina | Kraftwerk Ugljevik            | 300 (1×300)                  | Ugljevik                              | Braunkohlekraftwerk, 310 Meter hoher Kamin | Elektroprivreda Republike Srpske       |
| Frankreich              | Kraftwerk Le Havre            | 1450                         | Le Havre                              | Kohlekraftwerk | Électricité de France                  |
| Großbritannien          | Cockenzie and Port Seton      | 1200                         |                                       | Steinkohlekraftwerk |                                        |
| Großbritannien          | Lynn Power Station            | 325                          | bei King’s Lynn in Norfolk            | combined cycle natural gas power station | Centrica Energy                        |
| Kroatien                | Kraftwerk Plomin              | 330                          | bei Plomin                            | Steinkohlekraftwerk, Schornstein ist mit 340 Metern das höchste Bauwerk Kroatiens                                                                            | RWE, Hrvatska Elektroprivreda          |
| Kroatien                | Kraftwerk Sisak               | 420 (2×210)                  | Sisak                                 | | Hrvatska Elektroprivreda               |
| Mazedonien              | Kraftwerk Bitola              | 675 (3×225)                  | in Bitola                             | Braunkohlekraftwerk, die Anlage erzeugt ca. 3/4 des mazedonischen Stroms                                                                                     | ELEM (Elektrostopanstvo na Makedonija) |
| Mazedonien              | Kraftwerk Oslomej             | 125                          | in Oslomej (Südwestmazedonien)        | Braunkohlekraftwerk | ELEM                                   |
| Mazedonien              | Kraftwerk Negotino            | 210                          | in Negotino                           | Ölkraftwerk, nur bei Spitzenlast eingesetzt | ELEM                                   |
| Kosovo                  | Kosovo A                      | 820 (1×65, 1×125, 3×210)     | südlich von Obiliq (bei Pristina)     | Inbetriebnahme 1962, die Generatoren arbeiten derzeit nur mit 80–85 % der möglichen Leistung (Gesamtleistung zurzeit 678 MW)                                 | KEK (Korporata Energjetike e Kosovës)  |
| Kosovo                  | Kosovo B                      | 678 (2×339)                  | nördlich von Obiliq (bei Pristina)    | Inbetriebnahme 1983 | KEK (Korporata Energjetike e Kosovës)  |
| Montenegro              | Kraftwerk Pljevlja            | 210                          | bei Pljevlja                          | Braunkohlekraftwerk |                                        |
| Polen                   | Kraftwerk Konin               | 488                          |                                       | ältestes polnisches Braunkohlekraftwerk |                                        |
| Rumänien                | Kraftwerk Brașov              | 1290                         | Brașov                                | Braunkohlenkraftwerk |                                        |
| Rumänien                | Kraftwerk Timișoara II        | 270 (1×150, 1×120)           | Timișoara                             | Braunkohlenkraftwerk |                                        |
| Russland                | Kostromaer Wärmekraftwerk     | 3600 (8×300, 1×1200)         | Wolgoretschensk                       | Erdgaskraftwerk | OGK-3                                  |
| Russland                | Permer Wärmekraftwerk         | 2400 (3×800)                 | Dobrjanka                             | Erdgaskraftwerk | OGK-1                                  |
| Russland                | Iriklinskaja Wärmekraftwerk   | 2400 (8×300)                 | Energetik (Orenburg), Oblast Orenburg | Erdgaskraftwerk | OGK-1                                  |
| Russland                | Stavropolskaja Wärmekraftwerk | 2400 (8×300)                 | Solnechnodolsk                        | Erdgaskraftwerk, Heizöl | OGK-2                                  |
| Russland                | Konakowskaja GRES             | 2400 (8×300)                 | Konakowo                              | Erdgaskraftwerk, Heizöl | OGK-5                                  |
| Serbien                 | Kolubara                      | 271 (3×32, 1×65, 1×110)      | nahe Veliki Crljeni                   | Braunkohlekraftwerk, Inbetriebnahme 1956 | Elektroprivreda Srbije (EPS)           |
| Serbien                 | Kostolac A                    | 310 (1×100, 1×210)           |                                       | Braunkohlekraftwerk, Inbetriebnahme 1967 | Elektroprivreda Srbije (EPS)           |
| Serbien                 | Kostolac B                    | 697 (2×348,5)                |                                       | Braunkohlekraftwerk, Inbetriebnahme 1987 | Elektroprivreda Srbije (EPS)           |
| Serbien                 | Morava                        | 125                          | nahe Svilajnac                        | Braunkohlekraftwerk, Inbetriebnahme 1969 | Elektroprivreda Srbije (EPS)           |
| Serbien                 | Nikola Tesla A                | 1502 (2×210, 1×305, 3×308,5) | nahe Obrenovac                        | größtes Braunkohlekraftwerk des Landes, Inbetriebnahme 1970                                                                                                  | Elektroprivreda Srbije (EPS)           |
| Serbien                 | Nikola Tesla B                | 1240 (2×620)                 | nahe Vorbis                           | Braunkohlekraftwerk, Inbetriebnahme 1983 | Elektroprivreda Srbije (EPS)           |
| Slowakei                | Kraftwerk Nováky              | 518                          | nahe Prievidza                        | Braunkohlenkraftwerk | Slovenské elektrárne                   |
| Slowakei                | Kraftwerk Vojany I und II     | 1320 (2×660)                 | nahe Michalovce                       | Steinkohlenkraftwerk | Slovenské Elektrárne                   |
| Slowenien               | Kraftwerk Trbovlje            |                              | in Trbovlje                           | Höchster Schornstein Europas |                                        |
| Slowenien               | Kraftwerk Sostanj             | 755                          | nahe Velenje                          | auf das Braunkohlenkraftwerk entfällt ein Drittel der landesweiten Stromerzeugung                                                                            | Holding Slovenske elektrarne           |
| Spanien                 | Endesa Termic                 | ?                            | nahe A Coruña                         | 356 Meter hoher Kamin | Endesa                                 |
| Tschechien              | Kraftwerk Hodonín             | 355                          | nahe Hodonín                          | Braunkohlekraftwerk, erbaut 1951–57, eines der ältesten Kraftwerke in Tschechien, 105 MW Stromerzeugung, 250 MW Wärme                                        | ČEZ                                    |
| Tschechien              | Kraftwerk Ledvice             | 330 (3×110)                  | Ledvice                               | Braunkohlekraftwerk, erbaut 1966–69, ursprünglich 640 MW (1×200 MW, 4×110 MW), Mitte der 1990er Jahre Außerbetriebnahme von 2 Blöcken mit 200 MW bzw. 110 MW | ČEZ                                    |
| Tschechien              | Heizkraftwerk Mladá Boleslav  | 540                          | Mladá Boleslav                        | Strom und Wärme für Škoda Auto und Fernwärme | Volkswagen Kraftwerk GmbH              |
| Tschechien              | Kraftwerk Počerady            | 1000 (5×200)                 | nahe Most                             | Braunkohlekraftwerk, Inbetriebnahme 1970–77, ursprünglich 6×200 MW, Block 1 1994 stillgelegt                                                                 | ČEZ                                    |
| Tschechien              | Kraftwerk Poříčí              | 165 (3×55)                   | östlich Trutnov                       | Braunkohlekraftwerk, Inbetriebnahme 1957/58 | ČEZ                                    |
| Tschechien              | Kraftwerk Tisová I            | 183,8 (3×57, 1×12,8)         | Březová u Sokolova nahe Sokolov       | Braunkohlekraftwerk, Inbetriebnahme 1958/59 | ČEZ                                    |
| Tschechien              | Kraftwerk Tisová II           | 112                          | Březová u Sokolova nahe Sokolov       | Braunkohlekraftwerk, Inbetriebnahme 1960/62 | ČEZ                                    |
| Ukraine                 | Wärmekraftwerk Saporischschja | 3600 (4×300 + 3×800)         | Enerhodar, Oblast Saporischschja      | Kohle- und Gaskraftwerk, Inbetriebnahme 1972–1977 |                                        |

#### Wasserkraftwerke
- Liste von Wasserkraftwerken in Portugal
- Liste von Wasserkraftwerken in Schweden
- Liste von Wasserkraftwerken in der Schweiz
- Liste von Wasserkraftwerken in Spanien

| Land                   | Name                            | Leistung in MW | Jahresproduktion MWh | Auslastung in % | Standort                                       | Bemerkungen | Betreiber                   |
| ---------------------- | ------------------------------- | -------------- | -------------------- | --------------- | ---------------------------------------------- | --- | --------------------------- |
| Belgien                | Coo Trois-Ponts                 | 1164/1101      |                      |                 |                                                | Pumpspeicherwerk |                             |
| Bulgarien              | Chaira                          | 800/?          |                      |                 |                                                | Pumpspeicherwerk |                             |
| Frankreich             | Grand-Maison                    | 1224/1800      |                      |                 |                                                | Pumpspeicherwerk |                             |
| Frankreich             | Saint-Nicolas                   | 800            |                      |                 | Revin                                          | Pumpspeicherwerk |                             |
| Frankreich             | La Rance                        | 240            |                      |                 | Bretagne                                       | Gezeitenkraftwerk |                             |
| Griechenland           | Gorgiani, Grevena               | 1,96           | 10,3                 |                 |                                                | Mitteldruck Laufwasserkraftwerk |                             |
| Italien                | Chiotas                         | 1184/?         |                      |                 |                                                | Pumpspeicherwerk |                             |
| Italien                | Lago Delio                      | 1040/?         |                      |                 |                                                | Pumpspeicherwerk |                             |
| Italien                | Piastra Edolo                   | 1020/?         |                      |                 |                                                | Pumpspeicherwerk |                             |
| Italien                | Presenzano                      | 1000           |                      |                 |                                                | Pumpspeicherwerk |                             |
| Kosovo                 | Dragash                         | 10             |                      |                 |                                                | Mitteldruck Laufwasserkraftwerk, Genehmigte Lizenz |                             |
| Lettland               | Pļaviņas                        | 869            |                      |                 | Düna fluss                                     | Laufwasserkraftwerk |                             |
| Luxemburg              | Pumpspeicherwerk Vianden        | 1035           |                      |                 | Grenzfluss Our                                 | Pumpspeicherwerk | SEO                         |
| Nordmazedonien         | Kraftwerk Vrutok                | 168            |                      |                 |                                                | |                             |
| Nordmazedonien         | Kraftwerk Tikveš                | 112            |                      |                 |                                                | |                             |
| Nordmazedonien         | Kraftwerk Špilje                | 84             |                      |                 |                                                | |                             |
| Nordmazedonien         | Kraftwerk Kozjak                | 80             |                      |                 |                                                | |                             |
| Nordmazedonien         | Kraftwerk Globočica             | 42             |                      |                 |                                                | |                             |
| Nordmazedonien         | Kraftwerk Raven                 | 24             |                      |                 |                                                | |                             |
| Nordmazedonien         | Kraftwerk Vrben                 | 13             |                      |                 |                                                | |                             |
| Nordmazedonien         | Kraftwerk Kalimanci             | 13             |                      |                 |                                                | |                             |
| Nordmazedonien         | Kraftwerk Matka                 | 4              |                      |                 |                                                | |                             |
| Norwegen               | Kraftwerk Kvilldal              | 1240           |                      |                 |                                                | |                             |
| Norwegen               | Kraftwerk Mår                   | 180            |                      |                 | Tinnkommune                                    | | Statkraft                   |
| Österreich             | Maltakraftwerke                 | 850            |                      |                 | Kärnten                                        | | Verbund Hydro Power AG      |
| Polen                  | Pumpspeicherkraftwerk Żar       | 500/540        |                      |                 |                                                | Pumpspeicherkraftwerk | PGE Energia Odnawialna S.A. |
| Polen                  | Pumpspeicherkraftwerk Żarnowiec | 716/800        |                      |                 |                                                | Pumpspeicherkraftwerk | PGE Energia Odnawialna S.A. |
| Polen                  | Pumpspeicherkraftwerk Żydowo    | 157/136        |                      |                 | Żydowo                                         | Pumpspeicherkraftwerk | Energa Hydro Sp. z o.o.     |
| Rumänien/Serbien       | Kraftwerk Eisernes Tor 1        | 2280           | 11 300 000           |                 | Eisernes Tor                                   | Laufwasserkraftwerk |                             |
| Rumänien/Serbien       | Kraftwerk Eisernes Tor 2        | 800            |                      |                 | Eisernes Tor                                   | Laufwasserkraftwerk |                             |
| Russland               | Wasserkraftwerk Wolgograd       | 2671           | 11 100 000           |                 | Wolschski, Oblast Wolgograd                    | Laufwasserkraftwerk | RusHydro                    |
| Russland               | Wasserkraftwerk Schiguli        | 2488           | 10 500 000           |                 | Schiguljowsk, Oblast Samara                    | Laufwasserkraftwerk | RusHydro                    |
| Russland               | Wasserkraftwerk Saratow         | 1415           | 5 352 000            |                 | Balakowo, Oblast Saratow                       | Laufwasserkraftwerk | RusHydro                    |
| Russland               | Pumpspeicherkraftwerk Sagorsk   | 1200/1320      | 1 950 000            |                 | bei Sergijew Possad, Oblast Moskau             | Pumpspeicherkraftwerk | RusHydro                    |
| Russland               | Wasserkraftwerk Wotkinsk        | 1065           | 2 600 000            |                 | Tschaikowski, Region Perm                      | Laufwasserkraftwerk | RusHydro                    |
| Russland               | Gezeitenkraftwerk Kislaja Guba  | 1,7            |                      |                 | Oblast Murmansk                                | Gezeitenkraftwerk | RusHydro                    |
| Schweiz                | Bieudron                        | 1269           | 1 780 000            |                 | Nendaz, verarbeitet Wasser aus dem Lac des Dix | Speicherkraftwerk - Druckleitung mit welthöchster Fallhöhe: 1883 m - Pelton-Turbinen mit größter Leistung: 423 MW pro Turbine - Generatoren mit größter Scheinleistung pro Pol: 35,7 MVA - Wasserkraftanlagen mit der größten Jahresproduktion der Schweiz | Grande Dixence, Alpiq       |
| Spanien                | Kraftwerk San Carlos            | 1240           |                      |                 |                                                | |                             |
| Spanien                | Kraftwerk Almendra              | 857            |                      |                 |                                                | |                             |
| Spanien                | Aldeadávila-I                   | 810            |                      |                 |                                                | |                             |
| Spanien                | Villarino                       | 810/?          |                      |                 |                                                | Pumpspeicherkraftwerk |                             |
| Tschechien             | Dlouhé Stráně                   | 650            |                      |                 | Altvatergebirge                                | Pumpspeicherkraftwerk | Energotis s.r.o.            |
| Tschechien             | Elektrárna Štvanice             | 5,64 (3×1,88)  | 19000                |                 | Prag                                           | Flusskraftwerk Moldau, Inbetriebnahme 1914 | ČEZ                         |
| Ukraine                | Dnjeprostroj                    | 1569           |                      |                 | Saporischschja                                 | Laufwasserkraftwerk |                             |
| Vereinigtes Königreich | Dinorwig                        | 1728           |                      |                 |                                                | Pumpspeicherwerk |                             |

## Asien
Afghanistan ·
Bahrain ·
Bangladesch ·
Bhutan ·
Brunei ·
China ·
Hong Kong ·
Indien ·
Indonesien ·
Irak ·
Iran ·
Israel ·
Japan ·
Jemen ·
Jordanien ·
Kambodscha ·
Kasachstan ·
Katar ·
Kirgisistan ·
Kuwait ·
Laos ·
Libanon ·
Macau ·
Malaysia ·
Malediven ·
Mongolei ·
Myanmar ·
Nepal ·
Nordkorea ·
Oman ·
Osttimor ·
Pakistan ·
Philippinen ·
Saudi-Arabien ·
Singapur ·
Sri Lanka ·
Südkorea ·
Syrien ·
Tadschikistan ·
Taiwan ·
Thailand ·
Turkmenistan ·
Usbekistan ·
Vereinigte Arabische Emirate ·
Vietnam

### Asiatische Fossil-thermische Kraftwerke

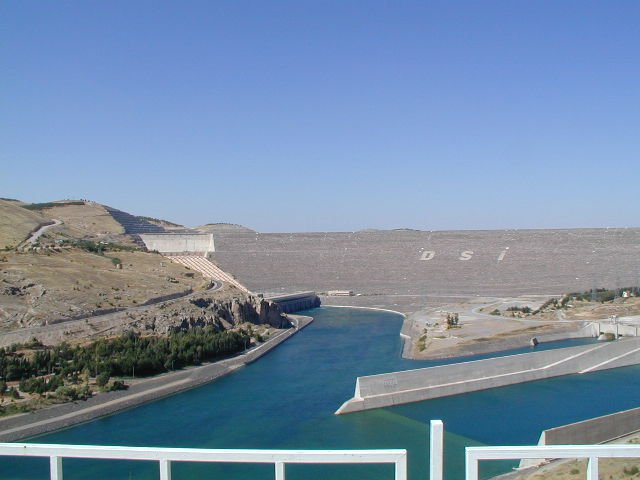
Atatürk-Staudamm

| Land          | Name                                | Leistung in MW | Standort                                   | Bemerkungen                | Betreiber |
| ------------- | ----------------------------------- | -------------- | ------------------------------------------ | -------------------------- | --- |
| Indien        | Tata Mundra                         | 4000           |                                            |                            | Coastal Gujarat Power Limited (CGPL) |
| Indonesien    | Muara Tawar                         | 860            |                                            |                            | PT.PLN (Persero) |
| Indonesien    | Paiton                              | 1220           |                                            |                            | P.T. Jawa Power |
| Kasachstan    | Ekibastus                           | 4000           |                                            | Kohlekraftwerk             | |
| Kasachstan    | Ermakov                             |                |                                            |                            | |
| Kasachstan    | Zhambyl                             |                |                                            |                            | |
| Kasachstan    | Karaganda HPS 2                     |                |                                            |                            | |
| Kasachstan    | Pavlodar                            |                |                                            |                            | |
| Kasachstan    | Karaganda TPS 2 und TPS3            |                |                                            |                            | |
| Kasachstan    | Petropavlovsk 2                     |                |                                            |                            | |
| Kasachstan    | Pavlodar 1                          |                |                                            |                            | |
| Kasachstan    | Almatin 3                           |                |                                            |                            | |
| Kasachstan    | Ust-Kamenogorskaya                  |                |                                            |                            | |
| Kasachstan    | Tselinograd 2                       |                |                                            |                            | |
| Malaysia      | Panglima                            | 716            |                                            | Panglima Power Sdn Bhd     | |
| Philippinen   | Santa Rita                          | 1000           | Batangas City                              | GuD-Kraftwerk              | First Gas Power |
| Philippinen   | San Lorenzo                         | 500            | Batangas City                              | GuD-Kraftwerk              | First Gas Power |
| Russland      | Surgut-2                            | 5597,1         | Surgut                                     | Ölgaskraftwerk             | OGK-4 |
| Russland      | Reftinsk                            | 3800           | Reftinski, Oblast Swerdlowsk               | Kohlekraftwerk             | OGK-5 |
| Russland      | Surgut-1                            | 3268           | Surgut                                     | Ölgaskraftwerk             | OGK-2 |
| Saudi-Arabien | Kraftwerk Shoaiba                   | 5600           | Am Roten Meer, 120 km südlich von Dschidda | Schwer- und Rohölkraftwerk | Weltgrößtes Erdölkraftwerk, zur Effizienzsteigerung wird die Abwärme der Elektrizität produzierenden Turbinen zur Meerwasserentsalzung genutzt. |
| Saudi-Arabien | Independent Water and Power Project | 900            | wie Kraftwerk Shoaiba                      | Leichtes Rohöl             | Direkt beim Kraftwerk Shoaiba gebaut jedoch nur für die Meerwasserentsalzung.                                                                   |
| Usbekistan    | Syrdarinskaya                       | 3000           | 150 km südlich von Taschkent               | Gaskraftwerk               | staatlich |

### Asiatische Wasserkraftwerke
| Land          | Name                         | Leistung in MW | Standort        | Bemerkungen       | Betreiber     |
| ------------- | ---------------------------- | -------------- | --------------- | ----------------- | ------------- |
| VR China      | Drei-Schluchten-Talsperre    | 18.200         | Jangtsekiang    |                   |               |
| VR China      | Ertan-Talsperre              | 3300           | Yalong Jiang    |                   |               |
| VR China      | Gezhouba-Talsperre           | 3115           | Jangtsekiang    |                   |               |
| VR China      | Guangdong                    | 2400           |                 | Pumpspeicherwerk  |               |
| VR China      | Lijiaxia                     | 2000           | Gelber Fluss    |                   |               |
| VR China      | Jiangxia                     |                |                 | Gezeitenkraftwerk |               |
| Japan         | Kannagawa                    | 2820           |                 | Pumpspeicherwerk  |               |
| Malaysia      | Bakun                        | 2400           | Balui           |                   |               |
| Russland      | Sajano-Schuschensker Stausee | 6400           | Jenissei-Fluss  | Speicherkraftwerk | RusHydro      |
| Russland      | Krasnojarsker Stausee        | 6000           | Jenissei-Fluss  | Speicherkraftwerk | RUSAL         |
| Russland      | Bratsk                       | 4500           | Angara-Fluss    | Speicherkraftwerk | Irkutskenergo |
| Russland      | Ust-Ilimsk                   | 3840           | Angara-Fluss    | Speicherkraftwerk | Irkutskenergo |
| Russland      | Bureja-Talsperre             | 2010           | Bureja-Fluss    | Speicherkraftwerk | RusHydro      |
| Sri Lanka     | Samanalawewa-Talsperre       | 120            | Walawe          |                   |               |
| Tadschikistan | Nurek-Staudamm               | 3015           | Wachsch         |                   |               |
| Türkei        | Atatürk-Staudamm             | 2400           | Euphrat         |                   |               |
| Vietnam       | Hoa-Binh-Wasserkraftwerk     | 1960           | Schwarzer Fluss |                   |               |

### Asiatische Kernkraftwerke
siehe Liste der Kernkraftwerke#Asien

## Amerika
Antigua und Barbuda ·
Argentinien ·
Bahamas ·
Barbados ·
Belize ·
Bolivien ·
Brasilien ·
Chile ·
Costa Rica ·
Dominica ·
Dominikanische Republik ·
Ecuador ·
El Salvador ·
Grenada ·
Guatemala ·
Guyana ·
Haiti ·
Honduras ·
Jamaika ·
Kanada ·
Kolumbien ·
Kuba ·
Mexiko ·
Nicaragua ·
Panama ·
Paraguay ·
Peru ·
Saint Kitts und Nevis ·
Saint Lucia ·
St. Vincent und die Grenadinen ·
Suriname ·
Trinidad und Tobago ·
Uruguay ·
Venezuela ·
Vereinigte Staaten

### Wasserkraftwerke in Amerika

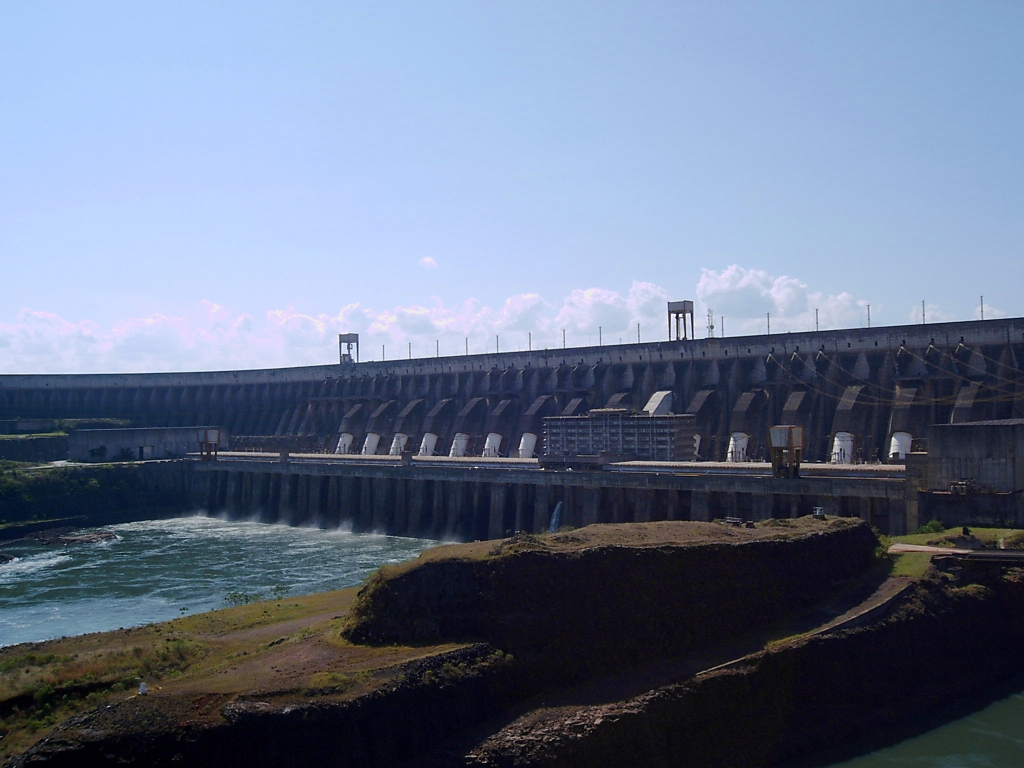
Itaipú

- Liste von Wasserkraftwerken in Brasilien

| Land     | Name                                | Leistung in MW | Standort                          | Bemerkungen           | Betreiber                |
| -------- | ----------------------------------- | -------------- | --------------------------------- | --------------------- | ------------------------ |
| Grönland | Bukse Fjord                         | 30             |                                   |                       |                          |
| Ecuador  | Coca Codo Sinclair                  | 1500           | Ursprung des Flusslaufes des Coca | Laufwasserkraftwerk   |                          |
| Kanada   | Robert-Bourassa                     | 5616           | bei der James Bay                 | Speicherkraftwerk     | Hydro-Québec             |
| Kanada   | Churchill Falls                     | 5428           |                                   | Speicherkraftwerk     |                          |
| Kanada   | W. A. C. Bennett                    | 2730           |                                   | Speicherkraftwerk     |                          |
| Kanada   | La Grande-1                         | 1436           | bei der James Bay                 | Speicherkraftwerk     | Hydro-Québec             |
| Kanada   | La Grande-2-A                       | 2106           | bei der James Bay                 | Speicherkraftwerk     | Hydro-Québec             |
| Kanada   | La Grande-3                         | 2418           | bei der James Bay                 | Speicherkraftwerk     | Hydro-Québec             |
| Kanada   | La Grande-4                         | 2779           | bei der James Bay                 | Speicherkraftwerk     | Hydro-Québec             |
| Kanada   | Kraftwerk Sir Adam Beck I           | 500            | bei den Niagarafällen             | Laufwasserkraftwerk   | Ontario Power Generation |
| Kanada   | Kraftwerk Sir Adam Beck II          | 174            | bei den Niagarafällen             | Laufwasserkraftwerk   | Ontario Power Generation |
| Kanada   | Pumpspeicherkraftwerk Sir Adam Beck | 1500           | bei den Niagarafällen             | Pumpspeicherkraftwerk | Ontario Power Generation |
| Kanada   | Decew-Falls-Kraftwerk 1             | 23             | St. Catharines                    | Speicherkraftwerk     | Ontario Power Generation |
| Kanada   | Decew-Falls-Kraftwerk 2             | 144            | St. Catharines                    | Speicherkraftwerk     | Ontario Power Generation |
| Kanada   | Gezeitenkraftwerk Annapolis         | 20             |                                   | Gezeitenkraftwerk     |                          |
| USA      | Grand-Coulee                        | 6809/314       |                                   |                       |                          |
| USA      | Chief-Joseph                        | 2620           |                                   |                       |                          |
| USA      | Kraftwerk Robert Moses Niagara      | 2515           | bei den Niagarafällen             | Laufwasserkraftwerk   | New York Power Authority |
| USA      | Pumpspeicherkraftwerk Lewiston      | 300            | bei den Niagarafällen             | Pumpspeicherkraftwerk | New York Power Authority |
| USA      | John-Day                            | 2160           |                                   |                       |                          |
| USA      | Hoover Dam                          | 2080           | 48 km südöstlich von Las Vegas    |                       |                          |
| USA      | Dalles                              | 2038           |                                   |                       |                          |
| USA      | Safe Harbor                         | 2035           |                                   |                       |                          |
| USA      | Glen Canyon Dam (Lake Powell)       | 1296           |                                   |                       |                          |

### Amerikanische Kernkraftwerke
siehe Liste der Kernkraftwerke#Nordamerika, Liste der Kernkraftwerke#Südamerika

## Afrika
Ägypten ·
Algerien ·
Angola ·
Äquatorialguinea ·
Äthiopien ·
Benin ·
Botswana ·
Burkina Faso ·
Burundi ·
Dschibuti ·
Elfenbeinküste ·
Eritrea ·
Gabun ·
Gambia ·
Ghana ·
Guinea ·
Guinea-Bissau ·
Kamerun ·
Kap Verde ·
Kenia ·
Komoren ·
Demokratische Republik Kongo ·
Republik Kongo ·
Lesotho ·
Liberia ·
Libyen ·
Madagaskar ·
Malawi ·
Mali ·
Marokko ·
Mauretanien ·
Mauritius ·
Mosambik ·
Namibia ·
Niger ·
Nigeria ·
Ruanda ·
Sambia ·
São Tomé und Príncipe ·
Senegal ·
Seychellen ·
Sierra Leone ·
Simbabwe ·
Somalia ·
Sudan ·
Südafrika ·
Südsudan ·
Eswatini ·
Tansania ·
Togo ·
Tschad ·
Tunesien ·
Uganda ·
Zentralafrikanische Republik

### Wasserkraftwerke in Afrika

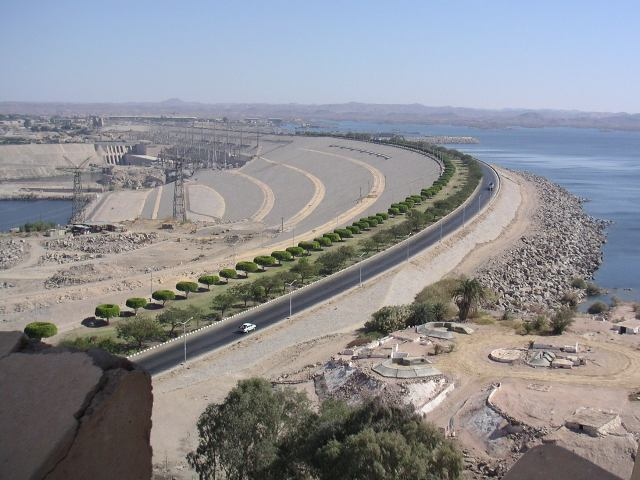
Assuan-Staudamm

| Land            | Name                     | Leistung in MW      | Standort               | Bemerkungen                         | Betreiber                              |
| --------------- | ------------------------ | ------------------- | ---------------------- | ----------------------------------- | -------------------------------------- |
| Ägypten         | Assuan-Hochdamm          | 2.100               |                        |                                     |                                        |
| Ghana           | Volta-Stausee (Akosombo) | 912                 |                        |                                     |                                        |
| Kongo           | Inga I                   | 760                 | Inga-Fälle             | Fallhöhe 50 m                       |                                        |
| Kongo           | Inga II                  | 1.400               | Inga-Fälle             | Fallhöhe 56 m                       |                                        |
| Mosambik        | Cahora-Bassa-Talsperre   | 2.075               | Sambesi-Stromschnellen | Einspeisung in die HGÜ Cahora Bassa | Hidroeléctrica de Cahora Bassa (Songo) |
| Namibia         | Ruacana                  | 240                 | Ruacana, am Kunene     | Fallhöhe 120 m Ruacana-Wasserfälle  | Namibia Power Corporation              |
| Nigeria         | Kainji-Stausee           | 760                 |                        |                                     |                                        |
| Nigeria         | Shiroro Power Station    | 600                 |                        | Fallhöhe 97 m                       |                                        |
| Nigeria         | Jebba Power Station      | 579                 |                        |                                     |                                        |
| Sambia/Simbabwe | Kariba-Talsperre         | 1.320               |                        |                                     |                                        |
| Sambia          | Kafue-Talsperre          | 900                 |                        |                                     |                                        |
| Sierra Leone    | Bumbuna-Stausee          | 10–50 (geplant 275) | Rokel                  |                                     | National Power Authority               |
| Sudan           | Merowe-Staudamm          | 1.250               |                        |                                     |                                        |

### Afrikanische Kernkraftwerke
siehe Liste der Kernkraftwerke#Afrika

### Sonstige Kraftwerke in Afrika
- Kraftwerk Hassi R’Mel in Algerien, Hybridkraftwerk (Solarthermisch + Erdgas), 150 MW
- Kraftwerk Ouarzazate in Marokko, Sonnenwärme- und Photovoltaikkraftwerk, 580 MW
- Kraftwerk Port-Est auf Réunion, Ölkraftwerk mit zwölf Dieselmotoren, 210 MW

## Australien und Ozeanien
Australien ·
Fidschi ·
Kiribati ·
Marshallinseln ·
Mikronesien ·
Nauru ·
Neuseeland ·
Palau ·
Papua-Neuguinea ·
Salomonen ·
Samoa ·
Tonga ·
Tuvalu ·
Vanuatu
| Name                | Leistung in MW | Standort                                                                     | Bemerkungen                                             | Betreiber                  |
| ------------------- | -------------- | ---------------------------------------------------------------------------- | ------------------------------------------------------- | -------------------------- |
| Yallourn            | 1.450          | Latrobe Valley (150 km östlich von Melbourne)                                | Braunkohlekraftwerk                                     | TRU Energy                 |
| Kraftwerk Loy Yang  | 3.150 (6×525)  | nahe Traralgon (Bundesstaat Victoria)                                        | Braunkohlekraftwerk                                     |                            |
| Bayswater           | 2.640 (4×660)  | am Hunter River nahe Muswellbrook (Bundesstaat New South Wales)              | Braunkohlekraftwerk                                     | Macquarie Generation       |
| Lidell              | 2.000 (4×500)  | im Hunter Valley nahe Muswellbrook (Bundesstaat New South Wales)             | Braunkohlekraftwerk                                     | Macquarie Generation       |
| Eraring             | 2.640 (4×660)  | am Lake Macquarie, nahe der Siedlung Dora Creeks                             | Kohlekraftwerk                                          | Eraring Energy             |
| Mt. Piper           | 1.320 (2×660)  | 5 km östlich von Portland (Bundesstaat New South Wales)                      | Kohlekraftwerk                                          | Delta Electricity          |
| Wallerawang         | 1.000 (2×500)  | nahe Portland (Bundesstaat New South Wales)                                  | Kohlekraftwerk                                          | Delta Electricity          |
| Vales Point         | 1.320 (2×660)  | am Lake Macquarie, 35 km südlich von Newcastle (Bundesstaat New South Wales) | Kohlekraftwerk                                          | Delta Electricity          |
| Munmorah            | 600 (2×300)    | 110 km nördlich von Sydney (Bundesstaat New South Wales)                     | Kohlekraftwerk                                          | Delta Electricity          |
| Redbank             | 151            | im Hunter Valley nahe Singleton (Bundesstaat New South Wales)                | Kohlekraftwerk                                          |                            |
| Kraftwerk Hazelwood | 1675           | Bundesstaat Victoria, bei Morwell                                            | Braunkohlekraftwerk (Braunkohlenbergbau Latrobe Valley) | GDF SUEZ Australian Energy |

In Australien lief noch nie ein kommerzielles Kernkraftwerk (Näheres siehe Kernenergie nach Ländern#Australien).